# Юкатан (півострів)
Юката́н (ісп. Yucatán) — півострів у Центральній Америці, що відокремлює Мексиканську затоку від Карибського моря. Північну частину займають Мексиканські штати Юкатан, Кампече і Кінтана-Роо; південь належить державам Гватемалі і Белізу.  Площа близько 180 тисяч км². Назва перекладається як «ми вас не розуміємо», — так відповіли мешканці півострова першим європейцям на їхнє запитання: «Як називається ця земля?».
На території півосторова існувала мая-тольтекська держава, столицею якої в XI столітті було місто Чичен-Іца, а після його руйнування у XII столітті — місто Маяпан.

## Характеристика
Північний і західний береги низькі, пологі, з піщаними мілинами й лагунами, східний берег урвистий, з великими затоками-бухтами, облямований кораловими рифами. Біля півострова протікає Карибська течія. Порти: Кампече, Прогресо. 
Поверхня — низовинна рівнина, складена неогеновими кораловими вапняками, з невеликими підняттями і пагорбами висотою до 250 м; на південному сході — гори Мая висотою до 1112 м. Широко розвинені карстові явища; у зв'язку з цим наземних водотоків дуже мало (велика річка Беліз). Безліч глибоких (від 5 до 30 м) відкритих водойм у карстових вирвах (сенотах), що є постійним джерелом водопостачання. 
Клімат тропічний, пасатний, на півночі посушливий, на півдні вологий. Часто бувають урагани. Середні місячні температури 20—28°С. Опадів від 500 мм на рік на північному заході до 3000 мм на південному сході. 
У рослинному покриві на півночі переважають ксерофільні чагарники і рідколісся, у центральній частині та на півдні — вічнозелені тропічні ліси. Плантації агави-хенекена, цитрусових, бавовнику, кукурудзи, збирання соку саподіли.
Промисловість: деревообробна, легка, нафтопереробна. Також є теплові електростанції. На півострові Мексика планує побудувати космодром.
Півострів щорічно відвідують безліч туристів.